# Watch Dogs
Watch Dogs (eigene Schreibweise WATCH_DOGS) ist ein Open-World-Action-Adventure von Ubisoft, in dem der Informationskrieg thematisiert wird. Es erschien für Windows, PlayStation 4, Xbox One, PlayStation 3 und Xbox 360 am 27. Mai 2014. Die Wii-U-Fassung erschien am 18. November 2014. Die PS4- und die PS3-Fassungen verfügen über mehr Spielinhalte als die anderen Fassungen. Die Entwicklung erfolgte federführend durch Ubisoft Montreal mit der Unterstützung von Ubisoft Bukarest, Ubisoft Paris und Ubisoft Quebec sowie Ubisoft Reflections.

## Handlung
In einem fiktiven Chicago der nahen Zukunft ist ein übergreifendes Computernetzwerk namens ctOS (central Operating System) in Betrieb. Der Spieler schlüpft in die Rolle des polizeilich gesuchten irisch-amerikanischen Hackers Aiden Pearce. Aiden und sein Partner Damien Brenks haben versucht, die Bankkonten eines Hotels zu plündern. Während der Durchführung sind sie aufgeflogen, weil sich gleichzeitig noch eine dritte Person in das System des Hotels gehackt hat. Nach dem misslungenen Einbruch wird ein Anschlag auf Aiden verübt, bei dem seine Nichte zu Tode kommt.
Elf Monate später begibt sich Aiden auf einen Rachefeldzug und spürt Maurice, den Attentäter, schließlich in der Stadt auf. Nach einem ergebnislosen Verhör übergibt Aiden den Schuldigen an den Fixer Jordi Chin. Während Aiden weiterermittelt, wird er von Damien angerufen, zu dem er den Kontakt nach dem Vorfall im Hotel abgebrochen hatte. Damien möchte gemeinsam mit Aiden einen zweiten Hacker finden, der sie damals gestört hatte. Aiden weigert sich zunächst, mit ihm zusammenzuarbeiten, muss jedoch einlenken, als Damien Nicole, Aidens Schwester, entführt.
Mit Hilfe der Hackerin Clara Lille, einem Mitglied der Hackergruppe „DedSec“, spürt Aiden den zweiten Hacker von damals auf: Delford „Iraq“ Wade, Anführer der Gang „Viceroys“. Aiden holt sich den elektronischen Schlüssel zu Iraqs Serverraum und erhält einen Teil der Daten, die sich auf den Servern befinden. Er und Clara stellen fest, dass Iraq Geheimnisse über fast jeden einzelnen Bürger von Chicago besitzt, wodurch er seine Gang wirksam vor den Behörden schützt und die Möglichkeit hat, die gesamte Stadt zu erpressen.
Als die beiden auf verschlüsselte Daten stoßen, denen Claras Fähigkeiten nicht gewachsen sind, macht sich Aiden auf die Suche nach Raymond Kenney, einem Profi-Hacker und ehemaligen Mitarbeiter der ctOS-Entwicklerfirma Blume Industries, der im Jahr 2003 den Strom in New York und Umgebung abschaltete. Dies stellt den „Northeast blackout 2003“ dar, ein reales Ereignis, um den Bürgern klarzumachen, wie unsicher die Infrastruktur ist. Allerdings starben bei der Aktion mehrere Menschen, was dazu führte, dass Blume Industries die Entwicklung des ctOS begann, um solch tragische Situationen künftig zu verhindern. Obwohl vom Hacker scheinbar jede Spur fehlt, gelingt es Aiden Raymond Kenney, der sich unter dem Tarnnamen „T-Bone Grady“ außerhalb der Stadt vor Blume versteckt hält, ausfindig zu machen. Nachdem Aiden einige Aufträge für ihn erledigt hat, stimmt T-Bone zu, bei der Entschlüsselung der Daten zu helfen.
Aiden greift Iraqs Hauptquartier an und gelangt zu dessen Serverraum. Nachdem er die Serverdaten heruntergeladen hat, wird er von Iraq gestellt; Aiden tötet ihn jedoch schließlich.
Während Aiden, Clara und T-Bone die Server-Informationen durchsuchen, wird ihr System von einem anderen Hacker, J.B. „Defalt“ Markowicz, infiltriert, welcher die Informationen stiehlt und sie anschließend von den Servern des Trios löscht. Des Weiteren hinterlässt Defalt eine Aufnahme, die enthüllt, dass Clara vor elf Monaten mithalf, Aiden und Damien ausfindig zu machen, was letztlich zu Lenas Tod führte. Verärgert schickt Aiden Clara weg. Als Aiden später Damien mit dem Verlust der Serverdaten konfrontiert, publiziert dieser Aidens Selbstjustiz und macht somit die Behörden auf ihn aufmerksam.
Schließlich gelingt es Aiden und T-Bone, Defalt zu finden und unschädlich zu machen sowie die Daten wieder abzurufen. Unterdessen findet Aiden heraus, wo Nicole gefangengehalten wird, und befreit sie. Er bringt seine Schwester und deren zehnjährigen Sohn Jackson aus der Stadt und in Sicherheit. Beim Untersuchen der Serverdaten entdeckt T-Bone schließlich den Mann, der damals den Auftrag gab, Aiden zu töten: Dermot „Lucky“ Quinn, der betagte Anführer des Chicago South Club und Inhaber des Merlaut Hotel.
Aiden spürt Lucky Quinn auf und stellt ihn. Er schaltet Quinns Herzschrittmacher durch Hacking ab. Während er stirbt, verrät Quinn, dass er den Anschlag auf Aiden befahl, weil er dachte, dass Aiden sich auf der Suche nach Material befunden habe, mit dem er Chicagos korrupten Bürgermeister, einen Geschäftspartner von Quinn, erpressen könnte.
Beim Versuch, Damien aufzuspüren, entdeckt Aiden, dass dieser das ctOS entriegelt und somit Zugriff auf die gesamte Stadt hat. Um ihn zu finden, lädt Aiden ein von T-Bone entwickeltes Virus in das ctOS und schaltet das gesamte System ab, wodurch die Stadt jegliche Elektrizität verliert. Auf diese Weise findet Aiden seinen ehemaligen Partner auf einem Leuchtturm, jedoch kommt der bewaffnete Jordi Chin dazwischen. Es kommt zum Kampf, bei dem Damien von Aiden erschossen wird. Jordi und Aiden überleben hingegen.
Während er sieht, wie sich Chicagos Stromnetz wieder aufbaut, akzeptiert Aiden seine Rolle als „Rächer“. Nach dem Abspann, in dem unter anderem vom Tod des Bürgermeisters berichtet wird, erhält Aiden einen Anruf von Jordi und geht daraufhin zurück zu Maurice Vega. Hier wird dem Spieler freie Wahl gelassen, ob Aiden Maurice erschießt oder ihn am Leben lässt.

## Spielprinzip
Der Spieler befindet sich in einer großen frei begehbaren Spielwelt, die zahlreiche Haupt- und Nebenmissionen sowie sammelbare Objekte enthält (z. B. QR-Codes, die erst aus einem bestimmten Kamerawinkel lesbar sind). Dem Spieler stehen eine Reihe von verschiedenen Fahrzeugen und Booten zur Verfügung. Der Spieler steuert den Hauptcharakter Aiden Pearce aus der Third-Person-Perspektive. Neben verschiedenen Waffen besitzt der Spieler auch ein Smartphone mit Zugang zum ctOS. Dieses steuert die Technik der gesamten Stadt und speichert persönliche Daten der Einwohner ab. Diese Daten kann Aiden mit dem sogenannten Profiler abrufen. Des Weiteren kann er unter anderem Ampeln und Kameras steuern und sich praktisch überall einhacken. Auf Knopfdruck kann der Stealth-Modus benutzt werden. Des Weiteren weist das Spiel auch minimale Parkour-Elemente auf.
Der Spieler kann, sofern er sich gerade nicht in einer Mission befindet, sich in der Spielwelt frei bewegen, und beliebige Aktionen durchführen. Je nachdem, wie der Spieler sich dabei verhält, verändert sich sein Ruf. Wenn er also einen Zivilisten erschießt, oder mit dem Auto überfährt, sinkt sein Ruf. Wenn er dagegen z. B. einen Verbrecher niederschlägt, steigt dieser Ruf. Der Ruf ändert die Wahrnehmung der Zivilisten. Wenn der Spieler einen guten Ruf hat, dann haben die Passanten keine Angst vor ihm. Sie erkennen ihn manchmal, und es kann auch zu Szenen kommen, in denen ein Zivilist mit dem Handy ein Foto von dem Spieler macht. Wenn der Ruf dagegen stark abgesunken ist, dann berichtet das Fernsehen und das Radio immer wieder über den Spieler, und besonders bei Fernsehsendungen können die Zivilisten den Spieler erkennen. Wenn sie ihn erkennen, haben sie große Angst vor ihm und rufen die Polizei. Die Polizeiverfolgung ist für den Spieler riskant, denn Polizisten zu verletzen oder zu töten verschlechtert seinen Ruf, zudem rücken immer mehr Einheiten an, weswegen eine Verfolgung möglichst schnell beendet werden sollte.
Der Multiplayer-Modus des Spiels erhält unter anderem „Intrusion-Missionen“, in denen es die Aufgabe ist, andere Online-Spieler unauffällig zu hacken. Außerdem beinhaltet der Multiplayer auch eine Art Geheimagenten-Modus, in dem bestimmte Personen verfolgt werden müssen, um Informationen über sie zu sammeln. Zusätzlich sind klassische Modi wie Team-Deathmatch, Autorennen und Free-Roam-Multiplayer mit bis zu acht Spielern möglich. Letzterer und der Decryption-Modus sind in den Fassungen für Xbox 360, PS3 und Wii U jedoch nicht enthalten.

## Entwicklung
Watch Dogs wurde seit 2009 unter dem Codenamen „Nexus“ entwickelt. Als Inspiration für die Entwicklung des Spiels diente unter anderem die reale Hacker-Organisation Anonymous sowie zahlreiche Hacker-Conventions.
Das Spiel wurde erstmals auf der Electronic Entertainment Expo 2012 vorgestellt, die für 2013 geplante Veröffentlichung wurde aber verschoben. Wie bei Assassin’s Creed arbeitete Ubisoft schon vor Veröffentlichung an Download Content.

### Technik
Ubisoft entwickelte für Watch Dogs eine eigene Spiel-Engine namens Disrupt. Aufgrund unterschiedlicher Hardwarevoraussetzungen seitens Microsoft, Sony und den PC-Komponenten-Herstellern bietet Watch Dogs auf den unterschiedlichen Plattformen (PlayStation, Xbox und PC) abweichende Auflösungen und Frameraten.
- PS4: 1600 × 900 Pixel mit 30 fps (nahezu konstant)
- Xbox One: 1408 × 792 Pixel mit 30 fps (weitgehend stabil, leicht hinter PS4)
- PC: keine Begrenzungen
- Xbox 360: unbekannt
- PS3: 1152 × 648 Pixel mit 30 fps (etwa 25 bis 30 fps in Zwischensequenzen und etwas niedriger im Gameplay)
- Wii U: 1152 × 648 Pixel (ohne Frameratebeschränkung; in der Praxis mit oft 20 fps und durchschnittlich niedrigster Bildrate)

### Vermarktung
Für Watch Dogs wurden mehrere unterschiedliche Vorverkaufsversionen angeboten. Die „Uplay Deluxe Edition“ war nur für eine begrenzte Zeit über Ubisofts Online-Distributionsplattform Uplay als Vorbestellung erhältlich und wurde noch vor dem Erscheinen des Spiels aus diesem wieder entfernt.
| Inhalte                          | Inhalte                            | Standard        | Special Edition | Vigilante Edition                             | Uplay Exclusive Edition | Limited Edition | Dedsec Edition                                | Uplay Deluxe Edition          | Digital Deluxe Edition | Gold              | Season Pass         |
| -------------------------------- | ---------------------------------- | --------------- | --------------- | --------------------------------------------- | ----------------------- | --------------- | --------------------------------------------- | ----------------------------- | ---------------------- | ----------------- | ------------------- |
| Exklusivität                     | Exklusivität                       |                 |                 | Europa, Mittlerer Osten, Asien und Australien | Uplay Store (Ubishop)   | Nordamerika     | Europa, Mittlerer Osten, Asien und Australien | Nur PC, Uplay Store (Ubishop) | Nur PC und PlayStation | PlayStation Store |                     |
| Spieldisk                        | Spieldisk                          | ja              | ja              | ja                                            | ja                      | ja              | ja                                            | nein                          | nein                   | nein              | nein                |
| Download                         | Download                           | nein            | nein            | nein                                          | nein                    | nein            | nein                                          | ja                            | ja                     | ja                | Benötigt Hauptspiel |
| Zusätzlicher Spielinhalt         | White Hat Pack                     | Nur PlayStation | Nur PlayStation | Nur PlayStation                               | Nur PlayStation         | Nur PlayStation | Nur PlayStation                               | ja                            | ja                     | ja                | nein                |
| Zusätzlicher Spielinhalt         | Breakthrough Pack                  | nein            | ja              | nein                                          | ja                      | nein            | ja                                            | ja                            | ja                     | ja                | ja                  |
| Zusätzlicher Spielinhalt         | Palace Pack                        | nein            | nein            | ja                                            | ja                      | nein            | ja                                            | ja                            | ja                     | ja                | ja                  |
| Zusätzlicher Spielinhalt         | Signature Shot Pack                | nein            | nein            | nein                                          | ja                      | nein            | ja                                            | ja                            | ja                     | ja                | ja                  |
| Zusätzlicher Spielinhalt         | Die Unberührbaren Pack             | nein            | nein            | nein                                          | ja                      | nein            | nein                                          | ja                            | ja                     | ja                | ja                  |
| Zusätzlicher Spielinhalt         | Cyberpunk Pack                     | nein            | nein            | nein                                          | ja                      | nein            | nein                                          | ja                            | ja                     | ja                | ja                  |
| Zusätzlicher Spielinhalt         | Blume-Agent Pack                   | nein            | nein            | nein                                          | ja                      | nein            | nein                                          | ja                            | ja                     | ja                | ja                  |
| Zusätzlicher Spielinhalt         | Dedsec-Schatten Pack               | nein            | nein            | nein                                          | ja                      | nein            | nein                                          | ja                            | nein                   | ja                | ja                  |
| Zusätzlicher Spielinhalt         | T-Bones Einzelspieler-Kampagne DLC | nein            | nein            | nein                                          | nein                    | nein            | nein                                          | nein                          | nein                   | ja                | ja                  |
| Zusätzlicher Spielinhalt         | Conspiracy Mode Digital Trip DLC   | nein            | nein            | nein                                          | nein                    | nein            | nein                                          | nein                          | nein                   | ja                | ja                  |
| Karte von Chicago                | Karte von Chicago                  | nein            | nein            | nein                                          | nein                    | nein            | ja                                            | nein                          | nein                   | nein              | nein                |
| Exklusive Verpackung             | Exklusive Verpackung               | nein            | nein            | ja                                            | nein                    | ja              | ja                                            | nein                          | nein                   | nein              | nein                |
| Original Soundtrack              | Original Soundtrack                | nein            | nein            | ja                                            | nein                    | ja              | ja                                            | nein                          | nein                   | nein              | nein                |
| Aiden Pearces iconic Cap         | Aiden Pearces iconic Cap           | nein            | nein            | ja                                            | nein                    | nein            | nein                                          | nein                          | nein                   | nein              | nein                |
| Aiden Pearces Vigilante Maske    | Aiden Pearces Vigilante Maske      | nein            | nein            | ja                                            | nein                    | ja              | nein                                          | nein                          | nein                   | nein              | nein                |
| Steelbook                        | Steelbook                          | nein            | nein            | nein                                          | ja                      | ja              | ja                                            | nein                          | nein                   | nein              | nein                |
| 23 cm Aiden Pearce Figur         | 23 cm Aiden Pearce Figur           | nein            | nein            | nein                                          | nein                    | ja              | ja                                            | nein                          | nein                   | nein              | nein                |
| Artbook                          | Artbook                            | nein            | nein            | nein                                          | nein                    | ja              | ja                                            | nein                          | nein                   | nein              | nein                |
| 4 Augmented Reality Sammelkarten | 4 Augmented Reality Sammelkarten   | nein            | nein            | nein                                          | nein                    | nein            | ja                                            | nein                          | nein                   | nein              | nein                |
| 3 exklusive Abzeichen            | 3 exklusive Abzeichen              | nein            | nein            | nein                                          | nein                    | nein            | ja                                            | nein                          | nein                   | nein              | nein                |

Mit dem Spiel erschien auch eine aus Kleidung und Accessoires bestehende exklusive Kollektion vom deutschen Label Musterbrand. Zudem bietet UBIcollectibles den Hauptcharakter Aiden Pearce als 27 cm hohe Figur in der „Execution Pose“ an.

## Synchronisation
| Rolle                 | Deutscher Synchronsprecher |
| --------------------- | -------------------------- |
| Aiden Pearce          | Boris Tessmann             |
| Damien Brenks         | Wolfgang Wagner            |
| Jordi Chin            | Joachim Kaps               |
| Raymond Kenney        | Matti Klemm                |
| Clara Lille           | Maria Koschny              |
| Angela Balik          | Maria Koschny              |
| Nicole Pearce         | Ranja Bonalana             |
| Delford „Iraq“ Wade   | Tobias Müller              |
| Tyrone „Bedbug“ Hayes | Nico Sablik                |
| Dermot „Lucky“ Quinn  | Ernst-August Schepmann     |
| Tobias Frewer         | Wanja Gerick               |
| Rose Washington       | Cathlen Gawlich            |
| Donovan Rushmore      | Thomas Balou Martin        |
| Malcolm Deodato       | Timmo Niesner              |
| Charlotte Gardner     | Karin David                |

## Rezeption
Martin Woger von Eurogamer wies in seinem Artikel Watch Dogs = Assassin’s Creed. Pearce = Altair. Hacking = Springen. darauf hin, dass es große Parallelen zwischen Watch Dogs und dem ebenfalls von Ubisoft stammenden Titel Assassin’s Creed gäbe. Er stellte Vergleiche zwischen den Spielen an, die er als Beleg dafür wertete, „dass Ubisoft sich auf Basis seiner Erfolgsserie eine neue Blaupause bastelte“.
Bereits im Vorfeld erntete Ubisoft Kritik, als das Unternehmen bei einer Presseveranstaltung in Paris britischen Spielejournalisten Geschenkpakete überreichte, die unter anderem Tablets des Typs Nexus 7 beinhalteten. Dies wurde in Teilen der Öffentlichkeit als Bestechungsvorwurf gewertet. Ubisoft veröffentlichte eine Stellungnahme, in der das Unternehmen sich für diese Aktion entschuldigte.
Kritisiert wurde von der Fachpresse unter anderem, dass während der E3-Messe ein Gameplay-Trailer mit spektakulären Grafikeffekten gezeigt wurde, die so in der Fassung für den Einzelhandel nicht zur Verfügung standen. Ein Mod ermöglicht es, die Effekte, insbesondere das Blooming, zu reaktivieren. Zwar ist der Einfluss auf die Leistung gering, jedoch sind die Funktionen nicht ausgereift und führen zu störenden Grafikfehlern. Dies wird als Indiz dafür gesehen, dass das Spiel vorzeitig veröffentlicht wurde und irreführende Werbung eingesetzt wurde, um die Erwartungen an den Titel zu erhöhen.

## Nachfolger

### Watch Dogs 2
Am 8. Juni 2016 wurde von Ubisoft der Nachfolger Watch Dogs 2 angekündigt, welcher am 15. November 2016 für PlayStation 4 und Xbox One und am 29. November 2016 für Microsoft Windows erschien. Wie schon der Vorgänger wurde auch der zweite Teil in unterschiedlichen Verkaufsversionen angeboten, die teilweise auch mit zusätzlichen Inhalten wie beispielsweise die Bonusmission Zodiac Killer ausgestattet sind. Der Handlungsort von Watch Dogs 2 ist die kalifornische Metropole San Francisco, der Hauptcharakter trägt den Namen Marcus Holloway. Ein Grund für den Wechsel des Handlungsortes ist unter anderem der Bezug zum High-Tech-Industrie-Standort Silicon Valley. Im Zuge des PlayStation Meetings 2016 in New York wurde angekündigt, dass die PlayStation 4 Pro den Titel unterstütze und Watch Dogs 2 somit in einer besseren Grafik darstellen könne.

### Watch Dogs: Legion
Der dritte Serienteil erschien im Oktober 2020. Dieser spielt im modernen London.

## Roman
- Watch Dogs: Aus den Schatten von John Shirley, Panini Verlag, Stuttgart 2015, ISBN 978-3-8332-3010-3.